# Карі Геннесейд Еє
Карі Геннесейд Еє (норв. Kari Henneseid Eie; нар. 2 липня 1982, Порсгрунн) — норвезька біатлоністка, учасниця етапів кубка світу з біатлону.

## Кар'єра в Кубку світу
- Дебют в кубку світу — 8 січня 2005 року в спринті в Обергофі — 63 місце.
- Перше попадання в залікову зону — 29 листопада 2006 року в індивідуальній гонці в Естерсунді — 28 місце.

Першим роком Карі в біатлоні став 1994 рік, а з 2005 року вона почала виступати за національну збірну на етапах кубка світу. Вже у наступному сезоні 2006/2007 спортсменка вперше потрапила до залікової зони та за підсумками сезону увійшла до загального заліку біатлоністів, посівши 79 місце. Саме з 2006 року Карі стабільно потрапляє до загального заліку біатлоністів, досягши найкращого результату у сезоні 2007/2008 - 78 місце. Найкращим же особистим досягненням спортсменки, покищо, є 23-й час, який вона показала в індивідуальній гонці на 3 етапі кубка світу сезону 2010/2011, який проходив у словенській Поклюці.

## Загальний залік в Кубку світу
- 2006—2007 — 79-е місце (3 очки)
- 2007—2008 — 78-е місце (1 очко)
- 2008—2009 — 89-е місце (5 очок)
- 2009—2010 — 85-е місце (17 очок)
- 2010—2011 — 79-е місце (23 очки)

## Статистика стрільби
| № п/п | Сезон     | Загальна        | Індивідуальна гонка | Спринт        | Гонка переслідування | Мас-старт  | Естафета      |
| ----- | --------- | --------------- | ------------------- | ------------- | -------------------- | ---------- | ------------- |
| 1     | 2005-2006 | 78,6% (55/70)   | 80,0% (16/20)       | 70,0% (21/30) | 90,0% (18/20)        | 0,0% (0/0) | 0,0% (0/0)    |
| 2     | 2006-2007 | 64,6% (84/130)  | 77,5% (31/40)       | 58,0% (29/50) | 60,0% (24/40)        | 0,0% (0/0) | 0,0% (0/0)    |
| 3     | 2007-2008 | 76,7% (148/193) | 70,0% (28/40)       | 73,3% (44/60) | 83,8% (67/80)        | 0,0% (0/0) | 69,2% (9/13)  |
| 4     | 2008-2009 | 68,0% (83/122)  | 78,3% (47/60)       | 73,3% (22/30) | 0,0% (0/0)           | 0,0% (0/0) | 43,8% (14/32) |
| 5     | 2009-2010 | 71,1% (128/180) | 77,5% (31/40)       | 70,0% (42/60) | 68,8% (55/80)        | 0,0% (0/0) | 0,0% (0/0)    |
| 6     | 2010-2011 | 72,9% (102/140) | 82,5% (33/40)       | 66,7% (40/60) | 72,5% (29/40)        | 0,0% (0/0) | 0,0% (0/0)    |